# Hugo Seemann (Ökonom)

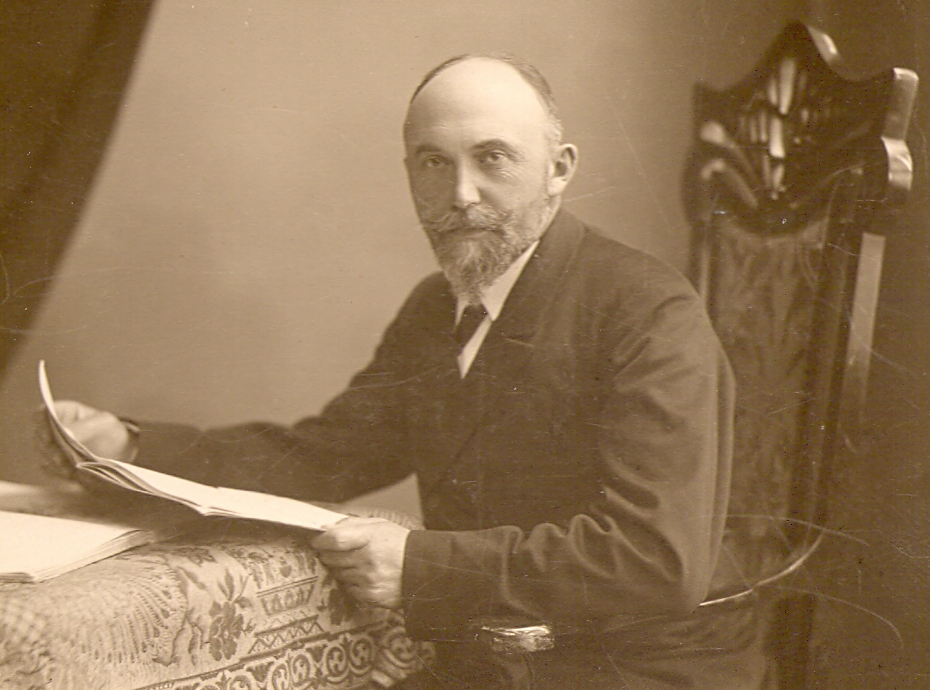
Hugo Seemann 1908

Hugo Carl Friedrich Ludwig Seemann (* 1. März 1856 im väterlichen Gutshaus zu Spendin bei Dobbertin; † 9. Februar 1932 in Rostock) war ein deutscher Aktivist der christlich-sozial orientierten ländlichen Reformbewegung in Mecklenburg.

## Leben

### Herkunft und Familie
Hugo Seemann war der Sohn von Friedrich Christian Franz Seemann (1824–1892) und Louise Auguste Lisette Johanna Seemann, geborene Bade (1826–1879). Er entstammt einer alten Lübecker Kaufmanns-Familie und sein Ur-Großvater, Franz Wilhelm Seemann war ein langjähriger Pastor am Doberaner Münster. Er besuchte zur Erlangung der Mittleren Reife die Domschule Güstrow und wechselte ab 1869 an das Gymnasium nach Waren (heute Richard-Wossidlo-Gymnasium). Nach der Schule ging er beim Vater in die Lehre und war auf dem Pachtgut als Wirtschafter tätig. 1874/75 leistete er seinen Militärdienst als Einjährig-Freiwilliger in Rostock ab. Zum Wintersemester 1875/76 wurde er für die Fachrichtung „Oeconomie“ an der Universität Rostock immatrikuliert. Er studierte u. a. bei Armin Graf zur Lippe-Weißenfeld, der seit 1872 in Rostock den Lehrstuhl für Pflanzenbau innehatte. Während seines Studiums wurde er Mitglied der Landsmannschaft Mecklenburgia Rostock.
1883 heiratete er Caroline Friederike Alexandrine Henriette Kind (1859–1933), eine Tochter des Wirklichen Geheimen Oberregierungsrates und Chefs der Reichspostbauverwaltung August Kind, in Schöneberg bei Berlin. Zugleich übernahm er die väterliche Pachtung der Klostergüter Spendin und Kleesten.
Aus der Ehe gingen 7 Kinder, 5 Jungen und 2 Mädchen hervor.

### Wirken
1884 wurde er Mitglied der Deutschen Landwirtschaftsgesellschaft, deren Gründung von Max Eyth zu dieser Zeit initiiert worden war.
Nach dem Auslaufen der Pacht in Spendin, bewarb sich Hugo Seemann um die neu ausgeschriebene Pachtung in Breesen an der Grenze zu Pommern nahe Gnoien. Am 30. Juni 1890 übernahm er durch Meistgebot die Bewirtschaftung des Pachtgutes in Breesen mit den Ortsteilen Carlsthal und Eichenthal mit einer Gesamtfläche von 492,4 Hektar. Das Gut war in einem vernachlässigten Zustand. Die Wohngebäude für die Gutsarbeiter mussten erneuert werden. Im Häuslerdorf Carlsthal mit 62 Menschen – entstanden aus einer ehemaligen Glashütte – waren die Zustände am schlimmsten. Der Schwerpunkt des neuen Pächters war deshalb zunächst auf die Modernisierung des Gebäudebestandes gerichtet. Zunächst wurden die Tagelöhnerkaten in Breesen neu gebaut, dann das Gutshaus modernisiert und ab 1908 zehn neue Kleinbüdnerstellen von je einem Hektar Größe (34 a Acker und 66 a Wiesen) in Carlsthal geschaffen. Dafür wurden die moorigen Trebelwiesen in Abstimmung mit der Amtsverwaltung melioriert und auf der Basis der Bauempfehlungen des "Heimatbundes" entsprechende neue Wohngebäude mit Stallteil errichtet. Über diese Maßnahme berichtete der Gutspächter in der von Richard Ehrenberg herausgegebenen Schriftenreihe "Landarbeit und Kleinbesitz".
Ehrenberg bezog Hugo Seemann als Praktiker immer stärker in sein sozialpolitisches Konzept der „Inneren Kolonisation“ als Möglichkeit zur Erhaltung und Bindung eines einheimischen ländlichen Arbeiterstandes ein. Seemann veröffentlichte zu diesem Thema etliche Artikel und nahm in diesbezüglichen Ausschüssen aktiv teil. Neben den bauseitigen Verbesserungen führte der Gutspächter – geprägt von den aktuellen Seuchenwellen im Lande – auch Maßnahmen zum Schutz des Gesundheitszustandes bei Vieh (Viehversicherungen) und Menschen (Desinfektionen) ein.
Im Jahr 1906 wurde mit dem "Heimatbund" ein erster Verein zum Schutze mecklenburgischer Kultur und Eigenart gegründet, dem beim Gründungsakt auch Hugo Seemann angehörte (Mitgliedsnummer 140). Im Rahmen des "Heimatbundes" kamen verstärkt Bestrebungen (Ehrenberg, Seemann u. a.) auf, diesen auch in Richtung der praktischen Wohlfahrts- und Heimatpflege zur Verringerung der Landflucht breiter auszurichten. Diesbezügliche Anfragen beim Heimatbund wurden mit Verweis auf die Verengung "ländliche Wohlfahrtspflege" abgelehnt, da der "Heimatbund" satzungsgemäß den Heimatschutz in Stadt und Land zum Ziel habe. So wurde im Frühjahr 1908 ein vorbereitender Ausschuss gebildet, dem neben Hugo Seemann noch weitere zwölf Personen angehörten, um die Gründung eines eigenständigen „Mecklenburgischen Landesvereins für ländliche Wohlfahrts- und Heimatpflege“ zu betreiben und den Gründungsaufruf zu erarbeiten. Am 6. Mai 1908 wurde die Gründung des Vereins in Schwerin vollzogen, wobei Hugo Seemann zum Mitglied des Gesamtvorstandes und dann auch als Mitglied des aus sechs Personen bestehenden geschäftsführenden Vorstandes gewählt wurde. Die erste Schwerpunktsetzung lag bei Maßnahmen zur Siedlungsförderung, um der Landflucht zu begegnen. Dazu gründete Hugo Seemann zusammen mit seinem Schwager Alexander Kind und weiteren Personen eine „Mecklenburgische Bau- und Besiedelungs-Genossenschaft“ als eingetragene Genossenschaft mit beschränkter Haftung und der Geschäftsstelle in Rostock. Daneben widmete sich Hugo Seemann auch praktischen Bereichen bei der Bildung und Erziehung der Dorfjugend, u. a. förderte er die Handfertigkeitsarbeit (Werken) durch speziell ausgebildete Lehrer, wie überhaupt das ländliche Fortbildungswesen.
Zwei Ereignisse bildeten Zäsuren im Wirken des Gutspächters. Am 16. Juni 1913 vernichtete ein Brand auf dem Gut einen Großteil des Viehs und der Gebäude. Der Brand war von einem schwachsinnigen Schäferknecht gelegt worden, der sein Gnadenbrot in Breesen erhielt. Dieser Brand war dann auch das Symbol des heraufziehenden Brandes, der Europa verwüsten sollte. Während des Ersten Weltkrieges verschlechterte sich die personelle und materielle Situation auf den Gütern und Dörfern. So widmete sich Hugo Seemann ganz alltäglichen Fragen, beispielsweise mit welchen alten Mitteln man Ersatz für Mangelware schaffen kann und auf welchem Wege die Kriegsbeschädigten und Kriegswitwen verwaiste Hofstellen übernehmen und erfolgreich bewirtschaften können. Auf diesem Felde bewegte er sich als Mitglied des Landesausschusses für Kriegsbeschädigte in Mecklenburg-Schwerin auch auf nationaler Ebene im Reichsausschuß der Kriegsbeschädigtenfürsorge in Berlin.
Während des Krieges senden die Vertreter des Heimatbundes (Eugen Geinitz), des Landesvereins für ländliche Wohlfahrts- und Heimatpflege (Hugo Seemann) sowie des Plattdeutschen Landesverbands Mecklenburg und Lübeck (Richard Wossidlo) an die Front plattdeutsche Heimatgrüße zur mentalen Unterstützung der Soldaten. Von der Nummer 1 zu Weihnachten 1916 bis zur Nummer 3 im Sommer 1917 hatte Hugo Seemann unter dem Titel „To Hus in Mecklenborg“ größere Notizen in Platt über das Leben in den heimatlichen Dörfern beigetragen.
1918 überließ er – gesundheitlich angeschlagen – seinem zweitältesten Sohn Karl die Pachtung als Verwalter, bevor dieser das Gut von 1925 bis 1943 selbst als Pächter bewirtschaftete. 1919 übersiedelte Hugo Seemann in die Seestadt Rostock, um sich nun gänzlich der Vereinsarbeit und der wissenschaftlichen Arbeit im Kreis um Richard Ehrenberg zu widmen. Sein Hauptwerk wurden die gebundenen acht Vorträge zur ländlichen Wohlfahrtspflege, die er im Rahmen einer Vortragsreihe von Ehrenberg an der Frauenschule zu Rostock gehalten hatte. Darin fasste er seine praktischen Erfahrungen und theoretischen Überlegungen im Sinne der ländlichen Sozialreformer um Heinrich Sohnrey zusammen.
Anlässlich des 500-jährigen Jubiläums der Rostocker Universität erhielt er durch die Philosophische Fakultät die Ehrendoktorwürde „für seine Verdienste um Überbrückung sozialer Gegensätze in unserem Lande durch ländliche Wohlfahrts- und Heimatpflege, sowie überhaupt für wertvolle Geistesarbeit im Dienste der Liebe zur Heimat und des mecklenburgischen Volkstums“.
Nach der Novemberrevolution und der staatlichen Neuordnung in der Weimarer Republik war Hugo Seemann selbst Vorsitzender des Landesvereins für ländliche Wohlfahrts- und Heimatpflege geworden. Sein Bestreben war es dabei, die Wirkung des Vereins zu vertiefen, was sich angesichts der Nachkriegssituation als schwierig erwies. Dennoch nahm die Mitgliederzahl, v. a. die der korporativen Mitglieder, zu. Außerdem wurde der Kontakt zwischen Landesverein und neuen staatlichen Stellen (Wohlfahrtsämter) vertieft. Schließlich wurde mit der Gründung einer Bauernhochschule eine neue Fortbildungsform für Bauernkinder gefunden. Auf seine Initiative wurde auch eine Landpflegeschule geschaffen, die den Bedarf an Landpflegeschwestern decken sollte. Hugo Seemann erarbeitete namens des Landesvereins etliche Stellungnahmen für Gesetzesinitiativen auf Reichs- und Landesebene.
1922 und 1923 wurden durch ihn als Vereinsvorsitzender und seinem Geschäftsführer entscheidende Weichen für die Zukunft des vereinsbasierten Heimatschutzes gestellt. Hugo Seemann hatte das Ziel, die Bündelung aller auf diesem Felde tätigen Kräfte herbeizuführen. Vor allem die Vereinigung mit dem "Heimatbund" war sein erklärter Wille. Aber sowohl personelle als auch die inhaltlichen Unterschiede konnten nicht ausgeräumt werden. Geinitz für den „Heimatbund“ und Seemann für den Landesverein legten im Heft 4 der Vereinszeitschrift „Die Heimat“ die Positionen dar. Schließlich wurde im nächsten Heft die endgültige Ablehnung der Verschmelzung beider Vereine aber die Aussicht auf engere Zusammenarbeit in der Sache besiegelt. Vermutlich auch deshalb legte Hugo Seemann in der Vorstandssitzung am 28. Dezember 1923 den Vorsitz im Landesverein nieder. Sein Nachfolger wurde der Ökonomierat Burmeister aus Schwerin, der zugleich Geschäftsführer des Raiffeisenverbandes in Mecklenburg war.
1926/27 wandte sich Hugo Seemann der Freimaurerei, möglicherweise in Reaktion auf den zunehmenden militanten Nationalismus, zu. Diese Hinwendung geht einher mit der Abkehr vom Landesverein und vor allem vom Bauernhochschulverband, der immer mehr in den Bann der arischen Blut-und-Boden-Propaganda des völkischen Flügels um den neuen Vorsitzenden Priester geriet. Das Aufnahmedatum von Hugo Seemann als Bruder der „Vereinten Loge zu Rostock“ ist nicht bekannt. Aber schon 1928 trat er als Verfasser von Artikeln im Logenblatt in Erscheinung. Er widmete sich insbesondere der Geschichte der Rostocker Loge, deren Entwicklungsgeschichte er 1930 als Monografie vorlegte.
Anlässlich seines Todes 1932 wurde er als langjähriges Mitglied des „Plattdeutschen Vereins für Rostock und Umgebung“ durch den Nachruf des Vorsitzenden Maaß wie folgt geehrt:

„Dei ‚Plattdütsch Verein för Rostock un Ümgebung‘ harr em tau sinen Ihrenmaaten kürt. – Nu is hei von uns gahn. Mit sien Hart is hei bet tauletzt bi uns wäst. Dat süht’n ut dit lütt seine Gedicht, wat wi hier afdrucken dauhn. Ganz kort vör sinen Dod hett hei dat schräwen un fastsett`, dat dat bi sinen Dod inschickt warden süll an die Schriftleitung von ‚Uns’ plattdütsch Heimat‘. – Wi drucken dat Gedicht hier giern af, freugen uns, dat dei oll Herr vör sinen Dod an sin plattdütschen Frünn` dacht hett un verspräken, unsen Dr. Seemann un sien Arbeit för dei Meckelbörger Heimat nie nich tau vergäten.“

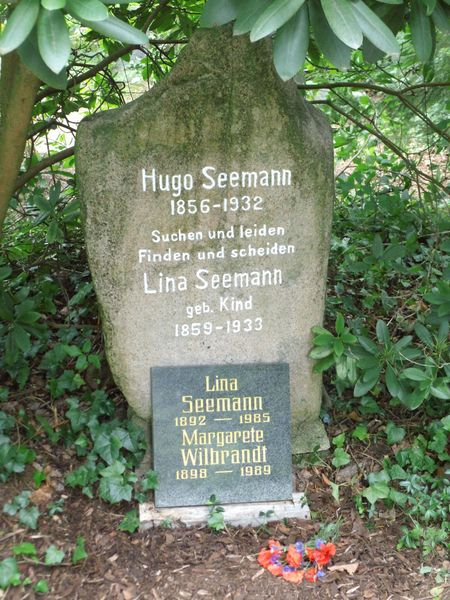
Grabstelle Hugo und Lina Seemann

Die Familien-Grabstätte befindet sich auf dem Neuen Friedhof (Gräberfeld Ea) in Rostock, wo auch seine Ehefrau ein Jahr nach ihm und später ihre beiden Töchter beigesetzt wurden.

## Auszeichnungen
- Ökonomierat, 1915
- Ehrendoktor der Universität Rostock, 1919

## Schriften (Auswahl)
- Ländliche Wohlfahrtspflege in Mecklenburg. Vortrag Berlin 1898.
- Erfahrungen beim Bau einer Häuslerei. (= Landarbeit und Kleinbesitz, Heft 7), Berlin 1909, S. 27–32.
- Die Kriegerwitwen und Kriegsbeschädigten auf dem Lande. Von Ökonomierat Seemann in Breesen. Berlin 1916, 15 S.
- Soziale Arbeit auf dem Lande. 8 Vorträge gehalten an der sozialen Frauenschule zu Rostock. Berlin 1919, 110 S.
- Uns Meckelborg, dat Land un dat Volk. In: Die Heimat. Mitteilungen des Mecklenburgischen Landesvereins für ländliche Wohlfahrts- und Heimatpflege 1 (1922), Nr. 3 v. Oktober 1922, S. 34–38.
- Zur Psychologie des mecklenburgischen Tagelöhners. In: Kirche und Volkstum 1/3 (1924/25), S. 43–44.
- Geschichte der „Vereinten Loge Irene zu den 3 Sternen, Tempel der Wahrheit und Prometheus“ zu Rostock sowie ihrer 3 Stammlogen. Nach den Akten des Archivs bearbeitet von OBr. H. Seemann, Verlag C. Buhr, Bützow 1930.